# Küçükbeşkavak, Cihanbeyli
Küçükbeşkavak là một xã thuộc huyện Cihanbeyli, tỉnh Konya, Thổ Nhĩ Kỳ. Dân số thời điểm năm 2011 là 611 người.